# Carolynne Cunningham
Carolynne Cunningham (Sydney, Austrália, 25 de julho de 1964) é uma produtora cinematográfica e cineasta australiana. Como reconhecimento, foi nomeada ao Oscar 2010 na categoria de Melhor Filme por District 9.